# (5471) Tunguska
(5471) Tunguska (1988 PK1) – planetoida z pasa głównego asteroid okrążająca Słońce w ciągu 5,19 lat w średniej odległości 3 j.a. Odkryta 13 sierpnia 1988 roku.